# مركز آل مشعان
مركز آل مشعان أحد المراكز الإدارية التابعة لمحافظة الطائف في منطقة مكة المكرمة.

## المركز
يبعد المركز عن محافظة الطائف 77 كيلو منر بإتجاه الجنوب، نوع الطريق أسفلت. خدمات التعليم: يوجد في المركز مدرسة واحدة فقط هي مدرسة معاذ بن جبل الابتدائية بنين. ومركز هجرة آل مشعان للرعاية الصحية الأولية. بالإضافة لوجود مركز إداري وخدمة بلدية وخدمة بريد وهاتف ودوائر حكومية وبث تلفزيوني.